# Rhus duckerae
Rhus duckerae är en sumakväxtart som beskrevs av Fred Alexander Barkley. Rhus duckerae ingår i släktet sumaker, och familjen sumakväxter. Inga underarter finns listade i Catalogue of Life.